# L'Atelier (film, 1985)
Pour les articles homonymes, voir L'Atelier et Atelier (homonymie).
Pour plus de détails, voir Fiche technique et Distribution.
L'Atelier est un film documentaire français réalisé par André Téchiné et sorti en 1985.

## Synopsis
Le travail de jeunes comédiens au Théâtre Nanterre-Amandiers, élèves de Patrice Chéreau et Pierre Romans, sur le thème de couples en crise, autour de textes extraits de De la vie des marionnettes d'Ingmar Bergman, Lunes de fiel de Pascal Bruckner et Les Possédés de Fiodor Dostoïevski.

## Fiche technique
- Titre : L'Atelier
- Réalisation : André Téchiné
- Photographie : Renato Berta
- Son : Jean-Louis Ughetto
- Mixage : Dominique Hennequin
- Montage : Martine Giordano
- Production : Institut national de l'audiovisuel - Nanterre-Amandiers
- Pays d'origine :  France
- Genre : documentaire
- Durée : 40 minutes
- Date de sortie : 15 mai 1985[1]

## Distribution
- Marianne Chemelhy, Laurent Le Doyen, Sophie Paul, Pierre-Loup Rajot, Olivier Rabourdin, Véronique Costamagna-Prat, Christine Citti, Christophe Bernard, Claire Rigollier, Sophie Lefrou de la Colonge, Marie Carré, Nathalie Schmidt, Francis Frappat, Christine Vézinet, Nicolas Baby